# Calci gluconat
Calci gluconat là một chất bổ sung khoáng chất kiêm thuốc. Với tư cách là thuốc nó được tiêm ven để chữa hạ calci máu, tăng kali máu, và nhiễm độc magie. Việc sử dụng với tư cách bổ sung khoáng chất nói chung chỉ được yêu cầu khi không có đủ calci trong chế độ ăn uống. Bổ sung khoáng chất có thể được sử dụng để điều trị hoặc ngăn ngừa loãng xương hay còi xương. Nó có thể uống qua miệng nhưng không nên tiêm bắp thịt.
Tác dụng phụ khi tiêm bao gồm nhịp tim chậm, đau ở chỗ chích, và huyết áp thấp. Khi uống qua miệng các tác dụng phụ có thể bao gồm táo bón và buồn nôn. Nên đo lượng calci trong máu khi sử dụng và cần được chăm sóc đặc biệt ở những người có tiền sử sỏi thận. Ở liều bình thường sử dụng được coi là an toàn trong thai kỳ và khi cho con bú. Calci gluconat được sản xuất bằng cách trộn axit gluconic với calci cacbonat hoặc calci hydroxide.
Calci gluconat được sử dụng trong y tế trong những năm 1920. Nó nằm trong Danh sách các thuốc thiết yếu của WHO, gồm các thuốc hiệu quả và an toàn nhất trong hệ thống y tế. Calci gluconat được bán như thuốc gốc. Giá bán buôn thuốc nay tại các nước đang phát triển vào khoảng 0.21 tới 1.34 USD trên một gam liều dùng, 10 ml với nồng độ 100 mg/ml (dung dịch nồng độ 10%). Tại Anh liều dùng này tốn khoảng 0.65 bảng Anh.